# Decca-Sender Lautertal

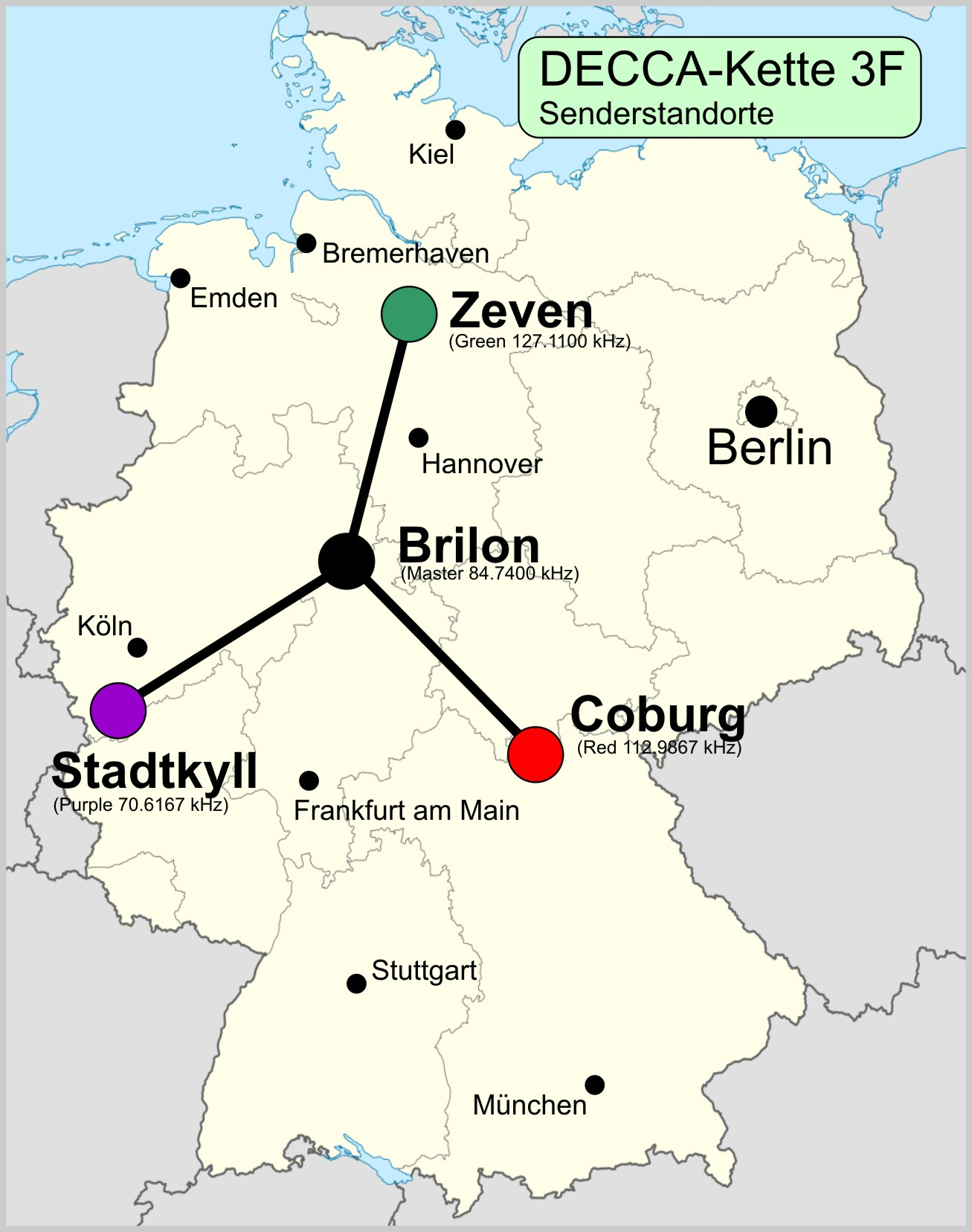
DECCA-Kette 3F

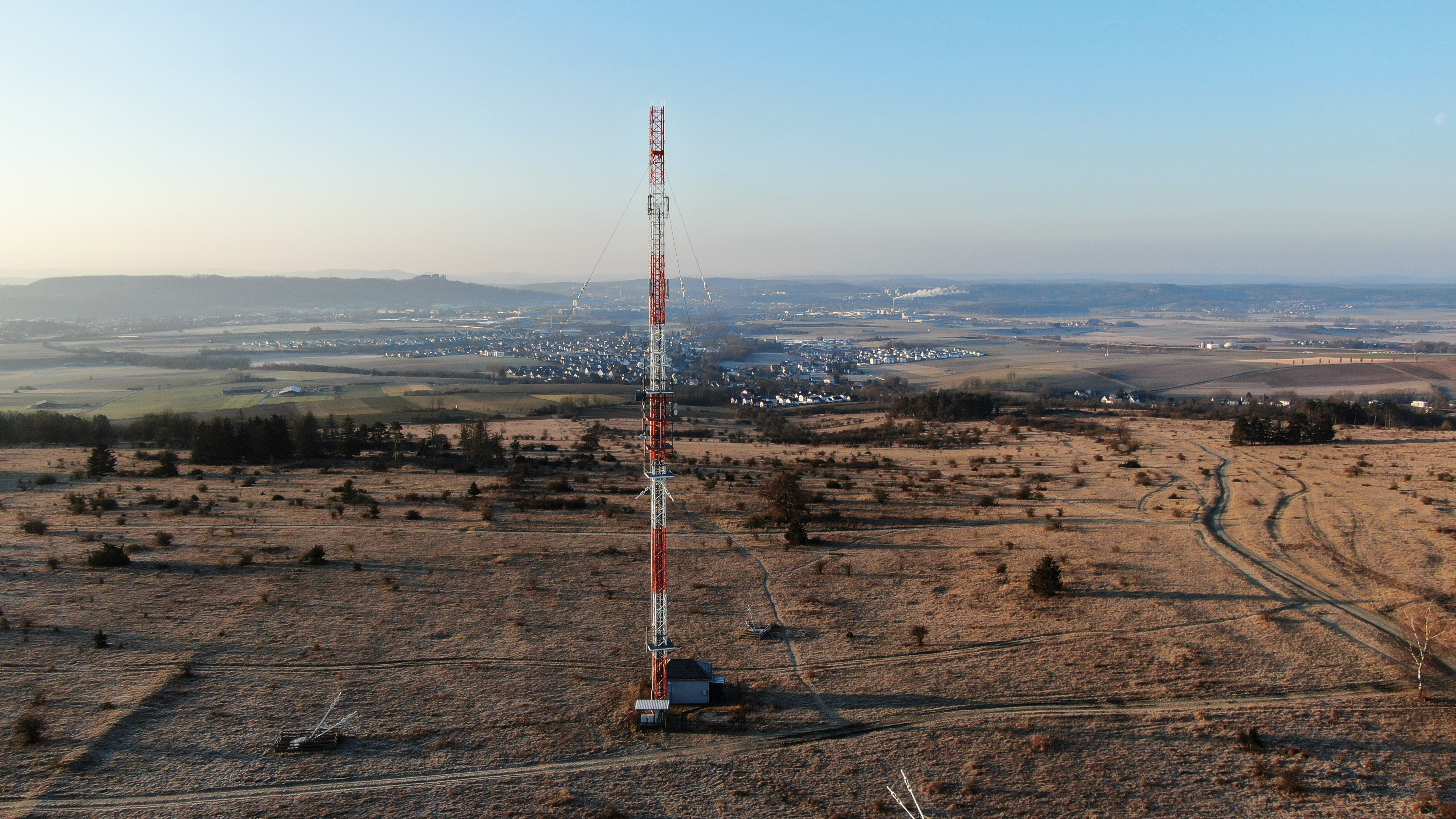
Heutiger Vantage Towers-Mast im Jahr 2025

Der Decca-Sender Lautertal, auch als Decca-Sender Coburg bezeichnet, – häufig auch in Großbuchstaben geschrieben: DECCA-Sender – war die auf der Frequenz 112,9867 kHz betriebene „Red“-Station der deutschen Decca-Kette 3F, die aus der Masterstation in Madfeld (Brilon) und den beiden anderen Tochterstationen in Zeven und Stadtkyll bestand und am 17. Januar 1952 in Betrieb ging. Der Decca-Sender Lauterberg befand sich auf dem Lauterberg und verwendete als Sendeantenne einen 101 Meter hohen, gegen Erde isolierten, selbststrahlenden Sendemast.
Der Decca-Sender Lautertal, der der Funknavigation in den Luftkorridoren von und nach West-Berlin diente, wurde zusammen mit den anderen Stationen der deutschen Decca-Kette im März 1992 stillgelegt.
Im Unterschied zu den Anlagen in Madfeld und Stadtkyll wurde der Antennenmast auf dem Lauterberg nicht demontiert, sondern auf eine Höhe von 74 Metern verkürzt und in einen Sendemast für Mobilfunk und Richtfunk umgebaut. Die Pardunenfundamente für die oberen Pardunen sind heute noch sichtbar.
Die Sendeanlage, die oft mit dem Sender Meeder, dem Deutsche-Funkturm-Sender auf der Senningshöhe verwechselt wird, liegt am Rande des Naturschutzgebietes Lauterberg.